# Hansjoachim Kluge
Hansjoachim Kluge, auch Hans-Joachim Kluge, (* 4. Dezember 1910 in Lausa; † unbekannt) war ein deutscher Künstler.

## Leben
Kluge beantragte am 15. Juli 1937 die Aufnahme in die NSDAP und wurde rückwirkend zum 1. Mai desselben Jahres aufgenommen (Mitgliedsnummer 5.872.621). Nach dem Studium als Kunsterzieher am Kunstgeschichtlichen Institut der Technischen Hochschule Dresden lebte er zunächst in Radebeul, ab 1940 in Berlin, wo er Leiter der Abteilung Werkarbeit und Kunsterziehung bei der Hauptabteilung Bildende Kunst in der Reichsjugendführung der Hitler-Jugend wurde. 1941 verfasste er als praktische Handreichung Ein praktisches Lager-ABC. 1937 hatte er in Dresden bereits das Werk Dresdens Friedhöfe und Grabdenkmäler in der Zeit der Freiheitskriege und der Romantik bei der v. Baensch Stiftung veröffentlicht. 1940 schrieb er mit Gerhard 
Bönicke, Wilhelm Möhrke u. a. das Bastel-Buch. Wegweiser für Handfertigkeit, Spiel und Arbeit. Für alt und jung, Werkstatt und Haus, Selbstunterricht und Schule, Winken und Kniffen und rund 300 Bildern. Franckh’sche Verlagshandlung, Stuttgart, 1940.
Nach seiner Beförderung zum Oberbannführer übernahm Kluge im Januar 1944 die Leitung der Reichswerkschule im sächsischen Bad Schandau.